# Pour l'amour du jeu
Pour plus de détails, voir Fiche technique et Distribution.
Pour l'amour du jeu ou Au-delà du jeu et de l'amour au Québec (titre original : For Love of the Game) est un film américain réalisé par Sam Raimi et sorti en 1999.
Il s'agit d'une adaptation du roman For Love of the Game de Michael Shaara, publié en 1991. Il met en scène un lanceur en fin de carrière dans un match décisif. Le film est un échec critique et commercial.

## Synopsis
Lanceur-vedette des Tigers de Détroit, Billy Chapel a été pendant dix-neuf ans le pilier et l'âme de cette brillante équipe de baseball. Il y a connu la gloire et les honneurs réservés aux plus grands sportifs. Gary Wheeler, le propriétaire des Tigers vient de vendre son équipe et il annonce à Billy le désir des nouveaux propriétaires de l'équipe de le vendre aux Giants de San Francisco.
Billy apprend ensuite que sa compagne, Jane, décide de le quitter pour aller travailler à Londres. Durant toute la durée du match qu'il joue ce jour-là contre les Yankees de New York, le joueur songe aux cinq dernières années qui viennent de s'écouler et surtout à la décision qu'il devra prendre à la fin du match sous le regard de milliers de fans venus assister à la rencontre décisive des « Tigres » et des « Yankees ».

## Fiche technique
- Titre français : Pour l'amour du jeu
- Titre québécois : Au-delà du jeu et de l'amour
- Titre original : For Love of the Game
- Réalisation : Sam Raimi
- Scénario : Dana Stevens, d'après le roman For Love of the Game (en) de Michael Shaara
- Musique : Basil Poledouris
- Photographie : John Bailey
- Décors : Neil Spisak
- Montage : Eric L. Beason et Arthur Coburn (de)
- Costumes : Judianna Makovsky
- Superviseur musical : G. Marq Roswell
- Producteurs : Armin Bernstein et Amy Robinson

Producteur délégués : Ron Bozman et Marc Abraham
- Sociétés de production : Beacon Pictures, Tig Productions et Mirage Enterprises (en)
- Distribution : United International Pictures (France), Universal Pictures (États-Unis)
- Budget : 80 millions de dollars[1]
- Genre : drame, romance, sport
- Durée : 138 minutes
- Dates de sortie[2] : 
  - États-Unis : 17 septembre 1999
  - Belgique : 31 mai 2000
  - France : 14 juin 2000

## Distribution
- Kevin Costner (VF : Gabriel Le Doze ; VQ : Marc Bellier) : Billy Chapel
- Kelly Preston (VF : Isabelle Gardien ; VQ : Anne Bédard) : Jane Aubrey
- John C. Reilly (VF : Gérard Darier ; VQ : Bernard Fortin) : Gus Sinski
- Jena Malone : Heather Aubrey
- Brian Cox (VF : Robert Party ; VQ : Jean-Marie Moncelet) : Gary Wheeler
- J. K. Simmons (VF : Sylvain Lemarié) : Frank Perry
- Vin Scully (VF : Marcel Guido ; VQ : Yvon Thiboutot) : lui-même
- Steve Lyons (VF : Serge Faliu) : lui-même
- Carmine Giovinazzo : Ken Strout
- Bill E. Rogers (VF : Christophe Peyroux)  : Davis Birch
- Hugh Ross : Mike Udall
- Greer Barnes (en) (VF : Lucien Jean-Baptiste)  : Mickey Hart
- Scott Bream : Brian Whitt
- Jose Mota : Jose Garcia
- Earl Johnson : Marcus Ransom
- Larry Joshua (VQ : Manuel Tadros) : le fan des Yankees
- Arnetia Walker (VQ : Johanne Léveillé) : la barmaid de l’aéroport
- Ted Raimi (VF : Jérôme Keen)  : le réceptionniste de la galerie d’art
- Bob Sheppard : lui-même

## Production

### Genèse et développement
Le scénario de Dana Stevens est tiré du roman For Love of the Game (en) de Michael Shaara publié à titre posthume en 1991. Le réalisateur Sam Raimi a été séduit par le scénario :

« Le scénario m'a plu par sa dimension intimiste et sentimentale que je trouvais très touchante. Mais je suis aussi un inconditionnel de baseball et je n'avais jamais lu auparavant de scénario qui comprenne aussi bien l'univers de ce jeu. La scénariste Dana Stevens nous fait vivre les émotions d'un lanceur professionnel, il décrit avec précision ce qu'il ressent, ses réflexions et cet état de concentration intense, si particulier au moment du jeu. »

— Sam Raimi

### Attribution des rôles
Grand fan de baseball, Kevin Costner avait déjà joué dans deux films autour de ce sport : Duo à trois (1988) et Jusqu'au bout du rêve (1989).
L'entraineur de l'équipe de l'université du Texas Augie Garrido a été consultant durant la production  et interprète dans le film le coach des Yankees de New York.

### Tournage
Le tournage a eu lieu dans le Colorado (Aspen, Glenwood Springs), en Californie (Marina Del Rey, Victory Boulevard, Santa Paula) et à New York (le Bronx et notamment le Yankee Stadium).

### Postproduction
La production du film est compliquée notamment car Kevin Costner a négocié le final cut et s'oppose régulièrement au studio sur le montage.

## Sortie

### Box-office
Le film est un échec au box-office : il ne rapporte que 40 millions de dollars dans le monde pour un budget environ deux fois supérieur.
| Pays ou région    | Box-office     | Date d'arrêt du box-office | Nombre de semaines |
| ----------------- | -------------- | -------------------------- | ------------------ |
| États-Unis Canada | 35 188 640 $   | 25 novembre 1999           | 10                 |
| France            | 12 449 entrées |                            |                    |
| Mondial           | 46 112 640 $   | -                          | -                  |

## Distinctions
Source : Internet Movie Database
- Blockbuster Entertainment Awards 2000 : nomination au prix de la meilleure actrice d'un film dramatique ou romantique pour Jena Malone
- Motion Picture Sound Editors Awards 2000 : nomination au prix du meilleur montage sonore
- Razzie Awards 2000 : nomination au prix du pire acteur pour Kevin Costner (également nommé pour Une bouteille à la mer)
- Young Artist Awards 2000 : nomination aux prix du meilleur film dramatique et de la meilleure jeune actrice dans un film pour Jena Malone
- YoungStar Awards 2000 : nomination au prix de la meilleure jeune actrice dans un film pour Jena Malone